# تپه بنگرکلا
تپه بنگر کلا مربوط به هزاره ۱- دوران‌های تاریخی پس از اسلام است و در شهرستان بابل، بخش گتاب، روستای بنگر کلا واقع شده و این اثر در تاریخ ۵ بهمن ۱۳۷۸ با شمارهٔ ثبت ۲۵۵۴ به‌عنوان یکی از آثار ملی ایران به ثبت رسیده است.